# کروزبی (آلاباما)
کروزبی (به انگلیسی: Crosby) یک منطقهٔ مسکونی در ایالات متحده آمریکا است که در شهرستان هیوستون، آلاباما واقع شده‌است. کروزبی ۴۲٫۹۸ متر بالاتر از سطح دریا قرار دارد.